# Kaori Ekuni
Kaori Ekuni (en japonés:江國 香織, Setagaya (Tokio), 21 de marzo de 1964) escritora japonesa. Su padre es el ensayista y poeta (dentro del género del haiku) Shigeru Ekuni. Sus libros están entre los más vendidos en Corea durante los últimos años.
Tras sus estudios primarios, estudió en universidades de EE. UU. y comenzó su carrera como escritora con cuentos infantiles.

## Obra
- 1991 Kira kira hikaru　(きらきらひかる)
- 1999 Kamisama no bōto　(神様のボー)
- 2002 Oyogu no ni anzen demo tekisetsu demo arimasen　(泳ぐのに、安全でも適切でもありません)
- 2003 Gōkyūsuru jumbi wa dekiteita (号泣する準備はできていた)

## Obras traducidas al español
- Luz brillante [きらきらひかる]. Traducción de Juan Francisco González Sánchez. (Ed. Funambulista, 2017)

## Premios
- Premio Murasaki Shikibu, 1992,  Kirakira Hikaru
- Premio Yamamoto Shūgorō, 2001
- Premio Naoki, 2004 Gokyu suru Junbi wa Dekiteita